# Надбедреник
Надбедреник је део одежде православног епископа и свештеника. 
Надбедреник је ромбоидно платно које се причвршћује о појас, на десно бедро, слично мачу, а представља Реч Божју, која је духовни мач. Носе га епископи, али и заслужни презвитери (свештеници).
Носи се преко стихара, а испод фелона. Надбедреник је најчешће украшен везом са приказима Исуса Христа.